# Lamothe-Goas
Lamothe-Goas is een gemeente in het Franse departement Gers (regio Occitanie) en telt 68 inwoners (2009). De plaats maakt deel uit van het arrondissement Condom.

## Geografie
De oppervlakte van Lamothe-Goas bedraagt 7,3 km², de bevolkingsdichtheid is dus 9,3 inwoners per km².
De onderstaande kaart toont de ligging van Lamothe-Goas met de belangrijkste infrastructuur en aangrenzende gemeenten.

## Demografie
Onderstaande figuur toont het verloop van het inwonertal (bron: INSEE-tellingen).